# 描写语言学
描写语言学（英語：descriptive linguistics），或描述语言学是一种结构主义语言学，持有这一观点的语言学家，旨在对一段时间内的特定的语言或方言作全面、客观、系统的描述。
描写语言学常与更为传统的规范语言学做比较，前者注重语言的现实用法，后者注重按理想状态规定语言。

## 特点
描写语言学是逐步形成的，在不同时期理论也有所不同，其学术观点也并不一致，总的来说，其共同特点是：
- 反对心灵主义，主张行为主义
- 主张共时的描写和分析方法的研究
- 着重形式分析，运用分布和替代法，从话语中分离出音素、语素，并加以归类
- 注意研究口语

## 历史
在20世纪初期，美国的语言学家与欧洲的语言学家在学术观点上大多是一致的。1911年，一些语言学家在调查印第安语后出版了《美洲印第安语手册》的第一卷。鲍阿斯在书中的序言对美国的语言学发展影响很大，他要求人们摆脱传统的语言学概念和方法，强调要对语言事实要作客观的描写，也由此开创了描写语言学的道路。
其后，鲍阿斯的学生萨丕尔主张把口语记录下来作为素材，然后对其作客观研究。1924年，鲍阿斯、萨丕尔等人发起成立了美国语言学会，学会中的语言学家大致可分为新语法学和人类语言学两派，前者继承了辉特尼的传统，后者接受了萨丕尔的学说。描写语言学正是以这些人为核心逐步发展起来的。
描写语言学在1930年代-1950年代在美国的语言学研究中占有统治地位。
1933年，布龙菲尔德出版了《语言论》，从行为主义的立场出发，认为语言是一系列刺激和反应的行为，主张通过形式特征来描写语言结构，反对用心理因素等非语言学的标准来分析语言。在共时分析中应该排除历时的因素。这些观点被美国描写语言学的信奉者视为教条，这本著作也被认为是描写语言学正式诞生的标志，因此也有人称这个学为“布龙菲尔德学派”。直到1950年，美国描写语言学走向成熟，理论基本上建立在行为主义基础上，并反对前一时期的心灵主义，提出了一些结构分析的方法和技术。
1951年，海里斯出版了《结构语言学的方法》，提出了一整套语言结构分析的理论和方法，它也被认为是继布龙菲尔德之后“美国新语言学的发言人”。这以后的时期也被称为“后布龙菲尔德时期”。
1957年，乔姆斯基在《句法结构》一书介绍了生成语法，随后又提出转换-生成语法理论，对描写语言学形成了挑战。